# Nika Daalderop
Nika Daalderop (Amsterdam, 29 novembre 1998) è una pallavolista e giocatrice di beach volley olandese, schiacciatrice dell'Imoco.

## Carriera

### Pallavolo

#### Club
La carriera di Nika Daalderop inizia nelle giovanili dell'Amsterdam nel 2013. Nella stagione 2014-15 passa al Talent Team, militante nella Eredivisie olandese, dove resta per due annate. Nella stagione 2016-17 si accasa al club tedesco del PTSV Aachen, in 1. Bundesliga: nella stessa divisione disputa anche il campionato successivo difenendo però i colori del MTV Stoccarda.
Nella stagione 2018-19 viene ingaggiata dal San Casciano, nella Serie A1 italiana, rimanendo per due annate. Nella stagione 2020-21 firma per l'AGIL di Novara, sempre in Serie A1: al termine di un biennio con la formazione piemontese, nel campionato 2022-23 si trasferisce in Turchia, dove disputa la Sultanlar Ligi con il VakıfBank, aggiudicandosi la coppa nazionale e la Champions League. Nel campionato seguente è nuovamente di scena nella massima divisione italiana, prima con la Pro Victoria, per poi vestire la maglia dell'Imoco nella stagione 2025-26.

#### Nazionale
Dal 2014 al 2016 viene convocata nella nazionale olandese under 19, prendendo parte al campionato europeo 2014, arrivando al decimo posto. Nel 2015 è nella nazionale under 18 con cui partecipa al campionato europeo, chiuso al nono posto. Dal 2015 al 2017 è nella nazionale Under-20.
Ottiene le prime convocazioni nella nazionale maggiore nel 2015, con cui, nel 2017, si aggiudica la medaglia d'argento al campionato europeo; nella stessa competizione conquista il bronzo nell'edizione 2023.

### Beach volley
In coppia con Joy Stubbe si laurea campionessa europea di beach volley under 20 nel 2015 e nel 2016, oltre ad aggiudicarsi il titolo assoluto olandese 2016.
Sempre nel 2016 vince con Mexime van Driel la medaglia d'argento al campionato mondiale under 19.

## Palmarès

### Club
- Coppa di Turchia: 1

2022-23
- CEV Champions League: 1

2022-23